# Watenstedt (Salzgitter)
Watenstedt ist einer der insgesamt 31 Stadtteile der kreisfreien Stadt Salzgitter in Niedersachsen, gelegen in der Ortschaft Ost. Watenstedt gehörte bis zum 31. März 1942 zum Landkreis Wolfenbüttel und wurde durch einen Verwaltungsakt am 1. April 1942 ein Teil der Großstadt Watenstedt-Salzgitter. Am 23. Januar 1951 wurde diese amtlich in Salzgitter umbenannt.

## Geschichte
In einer Schrift aus dem Jahre 1186 wird der Ortsname von Watenstedt zum ersten Male erwähnt – damals wurde der Ort Wattenstede genannt. In dieser Urkunde vom 18. Oktober 1186 bestätigt der Bischof Adelog von Hildesheim die Stiftung des Klosters Neuwerk (bei Goslar) durch den Vogt Volkmar daselbst und seine Gattin und bestätigt dem Kloster seine Besitztümer. Neben vielen anderen werden darunter vier und eine halbe Hufe in Watenstedt aufgeführt. In einer weiteren Urkunde vom 28. August 1188 wurde diese Stiftung und der Besitz des Klosters in Watenstedt auch durch Kaiser Friedrich I. (Barbarossa) bestätigt.
Beispiele für weitere frühe Ortsnamen Watenstedts sind Watenstide (1196, 1197), Watenstede (1209), Watenstedde (1372), Watenstidde (1418) und Watenstede (prope Barum) (1446). Seit 1570 heißt der Ort Watenstedt.
Zur Namensdeutung: Das Grundwort des Ortsnamens -stedt bedeutet im germanischen Sprachraum Stätte und war in Ostfalen über lange Zeiträume für die Benennung von Ortschaften in Gebrauch. Das Bestimmungswort des Ortsnamens wird mehrheitlich auf den Personennamen Wato oder Wado zurückgeführt. Eine andere Deutung leitet den Ortsnamen von Wat für Wasser ab – früher gab es im Ort eine Wasserstelle.
Im Dorf gab es im 13. und 14. Jh. ein Geschlecht de Watenstidde. Namentlich bekannt sind die Familienmitglieder Luther, Gerhard, Johann und Herweg. Es wird vermutet, dass diese Familie den Wal(l)hof, also einen befestigten Hof, bewohnte und den Namen des Ortes annahm. Zahlreiche Verkäufe und Schenkungen meist an Käufer in der Umgebung sind bekundet. Das Geschlecht derer „von Watenstedt“ starb Ende des 14. Jahrhunderts aus.
Verwaltungstechnisch gehörte Watenstedt ab dem 15. Jahrhundert zum Fürstentum Braunschweig-Wolfenbüttel, dort zunächst zum Gericht Lichtenberg und nach dessen Teilung zum Gericht Salder. Während der napoleonischen Zeit zählte Watenstedt als zweite Munizipität im Distrikt Braunschweig zum Departement der Oker im Königreich Westphalen. Dieser Munizipität gehörten auch die Orte Heerte, Salder, Barum und Cramme an.
Nach Wiedereinführung des Herzogtums Braunschweig wurden die Cantone Salder mit Watenstedt, Gebhardshagen und Lesse zum Kreisgericht Salder zusammengefasst – dem späteren Amt Salder. Nach dem Ersten Weltkrieg wurde aus dem Herzogtum Braunschweig der Freistaat Braunschweig und Watenstedt wurde ein Teil des Kreises Wolfenbüttel. Seit dem 1. April 1942 gehört Watenstedt als damals namensgebender Ortsteil der neugegründeten Stadt Watenstedt-Salzgitter an – dem heutigen Salzgitter.

### Bevölkerungsentwicklung
In keinem anderen Teil von Salzgitter waren die Bevölkerungszahlen so starken Schwankungen unterworfen wie in Watenstedt seit den 1930er Jahren. Im Jahr 1663 wurden 135 Einwohner gezählt, 1774 waren es 287, und zwischen 1798 und 1933 stieg die Zahl nur langsam von 319 auf 380 Einwohner an. Mit dem Aufbau der Hermann-Göring-Werke und der nahen Stahlwerke Braunschweig ab 1937 änderte sich dies schlagartig. Große Teile der Flur um Watenstedt wurden zum Industrieaufbaugebiet, die Mehrheit der Landwirte wurde umgesiedelt und die Ländereien von der Güterverwaltung der Reichswerke übernommen. Um Watenstedt entstanden zahlreiche Arbeitslager, 1939 zählte der Ort schon 5127 Bewohner und Ende August 1943 wurden 16992 Bewohner gemeldet.
Nach Kriegsende wurde ein Teil der Arbeitslager als Kriegsgefangenenlager genutzt und 1946 wurde hier das Flüchtlingslager Watenstedt-Immendorf eingerichtet. Die Wohnlage entspannte sich erst nach 1952, als der Wiederaufbau der Stadt Salzgitter begann und 1956 ein Barackenräumprogramm aufgelegt wurde. Dieses wurde 1965 abgeschlossen, 1967 hatte der Ort dann nur noch 1220 Bewohner. Der zwischenzeitliche Anstieg ab Ende der 60er Jahre war eine Folge der Anwerbeabkommen zwischen der Bundesrepublik Deutschland und mehreren ausländischen Staaten. Ende der 1980er Jahre wurden in Watenstedt einige Wohnheime zur Unterbringung von Spätaussiedlern aus Russland eingerichtet.
Seitdem nimmt die Bevölkerung von Watenstedt kontinuierlich ab, 1997 fiel diese erstmals auf unter 700 und Ende 2022 waren es nur noch 276 Einwohner. Symptomatisch für Watenstedt ist dabei der hohe Ausländeranteil – ein Drittel der Bevölkerung ist ausländischer Abstammung. Mitverantwortlich für den starken Rückgang der Zahlen ist der geltende Bebauungsplan, demzufolge das an drei Seiten von Industrie umgebene Watenstedt ein Gewerbegebiet mit Bestandssicherung der Wohnbebauung ist. Neubauten sind nicht möglich und auf den bestehenden Wohngrundstücken darf nur noch sehr eingeschränkt gebaut werden, so dass sich der Ort nicht sinnvoll weiterentwickeln kann.
| Jahr | Einwohner |
| ---- | --------- |
| 1821 | 292       |
| 1848 | 307       |
| 1871 | 335       |
| 1925 | 365       |
| 1933 | 380       |
| 1939 | 5127      |
| 1943 | 16992     |
| 1946 | 6020      |
| 1950 | 5616      |

| Jahr | Einwohner |
| ---- | --------- |
| 1960 | 3148      |
| 1980 | 870       |
| 1990 | 913       |
| 2000 | 657       |
| 2006 | 612       |
| 2010 | 461       |
| 2012 | 435       |
| 2014 | 397       |
| 2016 | 386       |

| Jahr | Einwohner |
| ---- | --------- |
| 2018 | 418       |
| 2019 | 370       |
| 2020 | 358       |
| 2021 | 313       |
| 2022 | 276       |
| 2023 | 282       |
| 2024 | 276       |

## Religion

### Evangelische Kirche

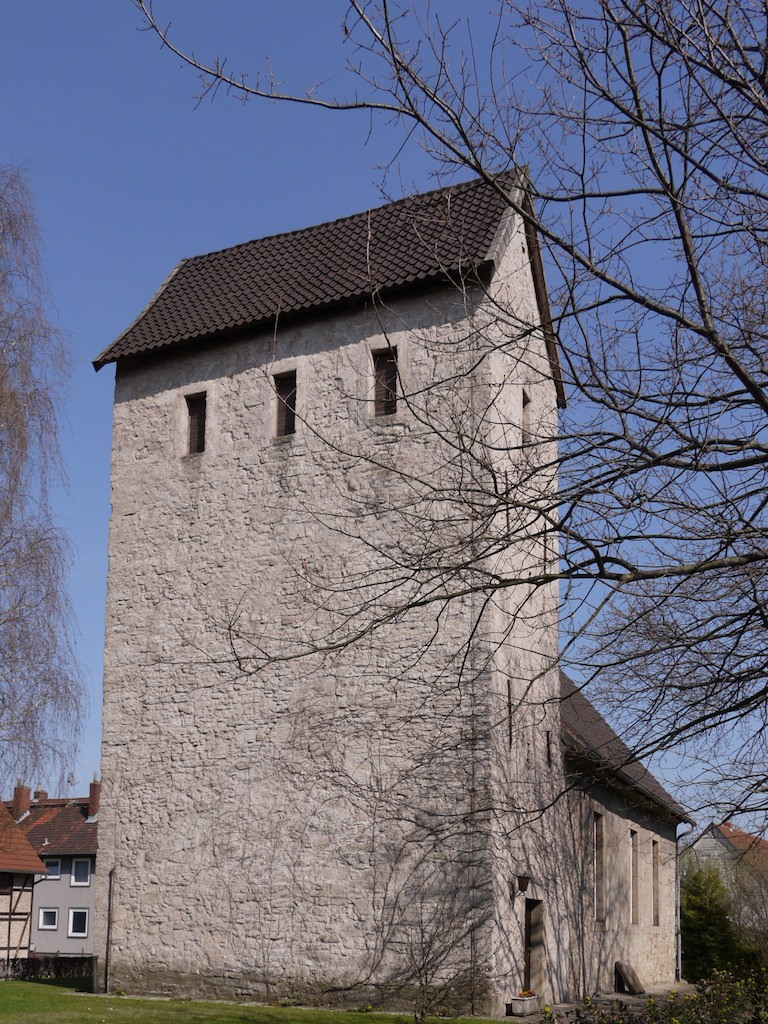
Kirche von Salzgitter-Watenstedt

Gegen Ende des 8. Jahrhunderts begann unter Karl dem Großen die Missionierung des Sachsenlandes. Ausgangspunkt war das Kloster zu Fulda, das 744 durch Sturmi gegründet worden war. Die große Taufperiode begann 778 mit einer Massentaufe in der Oker. Der Einfluss des Klosters Fulda endete 815, als Ludwig der Fromme das Bistum Hildesheim gründete – Watenstedt gehörte hier zum Archidiakonat Barum.
Watenstedt war nie Sitz eines Pfarrers. Bis 1625 war die Pfarre eine Filia der Pfarre in Barum, danach bildet Watenstedt zusammen mit Leinde einen Pfarrverband. Seit 1974 gibt es einen Pfarrverband zwischen Watenstedt und Hallendorf und 2004 kamen noch Beddingen und Steterburg hinzu. Die vier Gemeinden werden von Hallendorf aus betreut.
Der Kirchturm wurde um 1000 als Wehrturm erbaut, entsprechend seiner Funktion mit bis zu 1,5 m dicken Mauern und nur über eine Leiter und eine Tür im ersten Stock begehbar. Gegen Ende des 13. Jahrhunderts wurde das Kirchenschiff an den Turm gebaut. Im Jahre 1803 erhielt die Kirche eine Uhr und 1852/53 eine Orgel. Das Gebäude wurde im Zweiten Weltkrieg durch mehrere Angriffe so schwer getroffen, dass 1945 das Kirchendach und die Stuckdecke des Kirchenraumes einbrachen. Zum 4. Advent 1947 wurde die Kirche wieder eingeweiht.

### Katholische Annakirche
Seit der Reformation war Watenstedt ein evangelisches Dorf. Mit der durch den Aufbau der Reichswerke einhergehenden wachsenden Zahl der katholischen Christen entstand 1939 eine katholische Pfarrvikarie mit Sitz in Barum, die dem Pfarrbezirk Wolfenbüttel angehörte. Da die Nationalsozialisten den Neubau von Kirchen verboten hatten, fanden katholische Gottesdienste anfangs in Privatwohnungen und später im Saal einer örtlichen Gastwirtschaft statt. Nach einem Beschluss der evangelischen Landeskirche konnte ab Oktober 1940 die evangelische Kirche für den katholischen Gottesdienst mit genutzt werden.
Nach dem Krieg wurde zunächst eine große Baracke zum Gottesdienstraum umgebaut. 1960 wurde die katholische St.-Anna-Kirche geweiht, sie war als Fertigteilkirche mit freistehendem Glockenturm nach Plänen des Braunschweiger Architekten Alfred Geismar neu erbaut worden und befand sich ungefähr gegenüber dem Bahnhof. Wegen der sinkenden Zahl an Gemeindemitgliedern wurden die katholischen Gottesdienste Ende 1989 eingestellt. Seitdem nehmen die katholischen Einwohner Watenstedts an den Gottesdiensten in der Heilig-Geist-Kirche in Hallendorf teil. Zuletzt war St. Anna eine Filialkirche der Kirchengemeinde Heilig Geist, inzwischen wurde sie abgerissen.

### Moschee der Millî Görüş

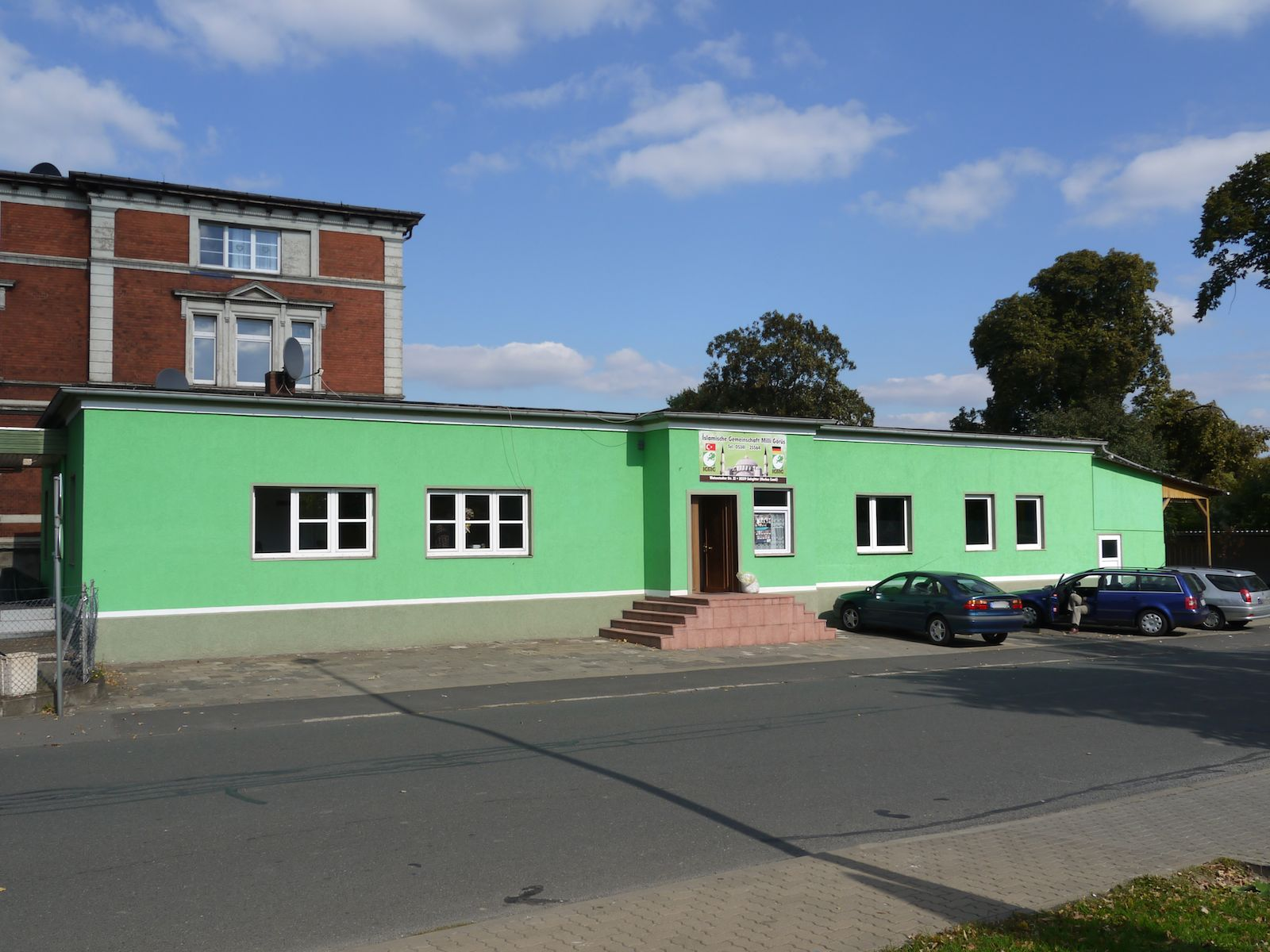
Moschee der Millî Görüş in Watenstedt

Eine Moschee der Islamischen Gemeinschaft Millî Görüş (IGMG) befindet sich auf der Watenstedter Straße, Ecke Gutsweg (siehe auch Liste von Sakralbauten in Salzgitter).

## Politik

### Wappen
| Wappen von Watenstedt | Blasonierung: „In Schwarz unter fünflätzigen goldenen Schildhauptpfahlschnitt, eine goldene Flachsblüte.“ |
| Wappen von Watenstedt | Wappenbegründung: Der Turnier- oder Schildkragen steht als Symbol für das im 13. und 14. Jahrhundert in Watenstedt lebende Rittergeschlecht de Watenstidde. Als Negativ des Turnierkragens sieht man vier Schornsteine, die bis vor wenigen Jahren das unverwechselbare Symbol für die nahe Watenstedt gelegene Sinteranlage des Stahlwerks waren. Die Flachsblüte steht für die alten Flachsrotten des Ortes, an deren Stelle sich heute das Stahlwerk befindet. Sie steht auch als Symbol für das ehemals landwirtschaftlich geprägte Dorf. Die Farben Schwarz-Gelb sind die Traditionsfarben von Watenstedt. Das Wappen wurde vom Heraldiker Arnold Rabbow gestaltet und am 30. März 2006 von einer Bürgerversammlung angenommen. |

## Wirtschaft und Infrastruktur

### Unternehmen

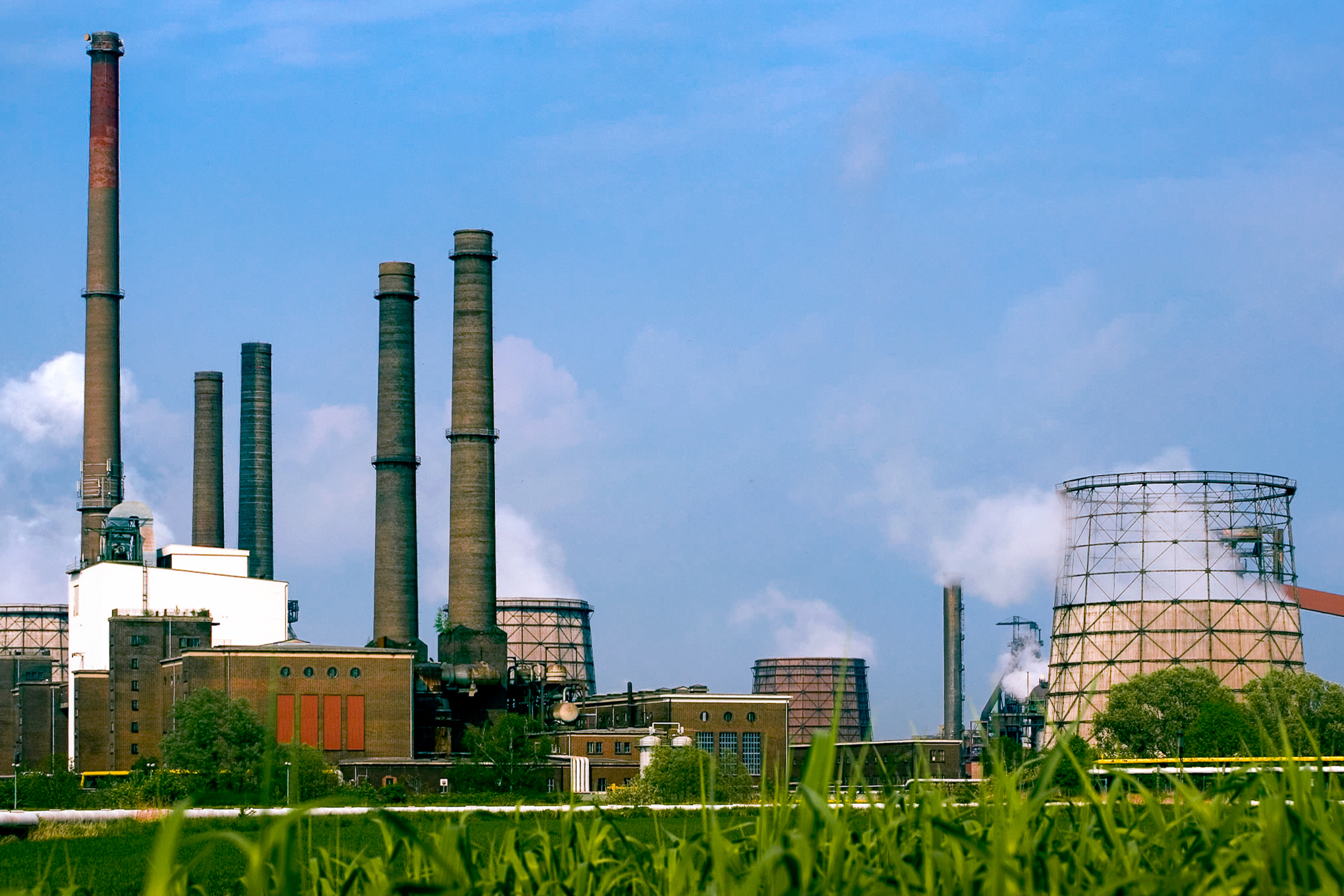
Teilansicht der Salzgitter AG

- Salzgitter AG Stahlkonzern, Hersteller von Flach- und Profilstahl
- MAN Nutzfahrzeuge (ehemals Büssing Automobilwerke): Am Standort Salzgitter werden Fahrzeuge der schweren Baureihen gefertigt. Am 25. Juni 1964 lief das erste Fahrzeug, ein Büssing Burglöwe, im Watenstedter Werk vom Band.[10]
- Alstom Transport Deutschland (vormals Linke-Hofmann-Busch), Herstellung von Schienenfahrzeugen
- Voith Turbo Scharfenberg (Scharfenbergkupplung), Hersteller von Eisenbahnkupplungen und Fahrzeugsystemen.
- IKEA, Distributionszentrum der Firma

### Verkehr
Der Haltepunkt Salzgitter-Watenstedt liegt an der Bahnstrecke Salzgitter-Drütte–Derneburg. Es verkehrt die Linie RB44 der Relation Braunschweig–Salzgitter-Lebenstedt. Außerdem bedient die KVG Braunschweig den Ort mit einer Buslinie.
Im Jahr 2023 wurde im Rahmen der Reaktivierung bis Lichtenberg das langfristig vorgesehene Betriebskonzept dahingehend geändert, dass die Züge in Watenstedt anstelle der bisherigen Begegnung bei Salzgitter-Thiede kreuzen sollen. Hierfür soll der Haltepunkt Watenstedt einen zweiten Bahnsteig erhalten und zum Bahnhof ausgebaut werden.